# Осіна (гміна)
Гміна Осіна (пол. Gmina Osina) — сільська гміна у північно-західній Польщі. Належить до Голеньовського повіту Західнопоморського воєводства.
Станом на 31 грудня 2011 у гміні проживало 2991 особа.

## Територія
Згідно з даними за 2007 рік площа гміни становила 101.92 км², у тому числі:
- орні землі: 57.00%
- ліси: 34.00%

Таким чином, площа гміни становить 6.30% площі повіту.

## Населення
Станом на 31 грудня 2011:
| Опис     | Загалом | Загалом | Чоловіки | Чоловіки | Жінки | Жінки |
| -------- | ------- | ------- | -------- | -------- | ----- | ----- |
| одиниця  | осіб    | %       | осіб     | %        | осіб  | %     |
| все      | 2991    | 100     | 1478     | 49.41    | 1513  | 50.59 |
| міське   | 0       | 100     | 0        |          | 0     |       |
| сільське | 2991    | 100     | 1478     | 49.41    | 1513  | 50.59 |

## Сусідні гміни
Гміна Осіна межує з такими гмінами: Ґоленюв, Машево, Новоґард, Пшибернув.